# Shakhtarsk

Cờ của Shakhtarsk

Shakhtarsk (tiếng Ukraina:) là một thành phố Ukraina. Thành phố thuộc tỉnh Donetsk. Dân số theo điều tra năm 2001 là 59.589 người.
Thành phố có diện tích 51 km² với mật độ dân số 1183 người/km². Khu định cư được lập năm 1764 và thành phố được lập năm 1953.